# نظام‌الدین مراغه‌ای
نظام‌الدین عبدالملک مراغه‌ای از دانشمندان بنام عصر ایلخانی که سلطان محمد خدابنده (الجایتو) در اثر مناظره با علامه حلی و نظام‌الدین مراغه‌ای مذهب تشیع را اختیار کرد.